# Герб Константиновска
Герб Константиновска — символ города Константиновска.
Герб зарегистрирован в Государственном геральдическом регистре РФ под № 11794.

## Описание и обоснование символики
Основой для герба служит традиционный щит; на щите располагаются две волны и колос. Волны символизируют реку Дон, на которой стоит город, а колос — символ того, что Константиновск является центром сельскохозяйственного района Ростовской области и что продукция его, в основном, сельскохозяйственная. Элементы щита объединены окружностью — символом солнца, истины, правды, тепла, плодородия и мира. В правом верхнем углу находятся унаследованные от СССР символы государственности — серп и молот. Внизу цифры «1638» — год основания города. Фон герба темно-синий. Снизу герб обрамлён лентой красного цвета с надписью «Константиновск». Красный цвет символизирует мужество, храбрость и революционные традиции. Цвета для герба использованы традиционные, связанные с донским казачеством.

## История

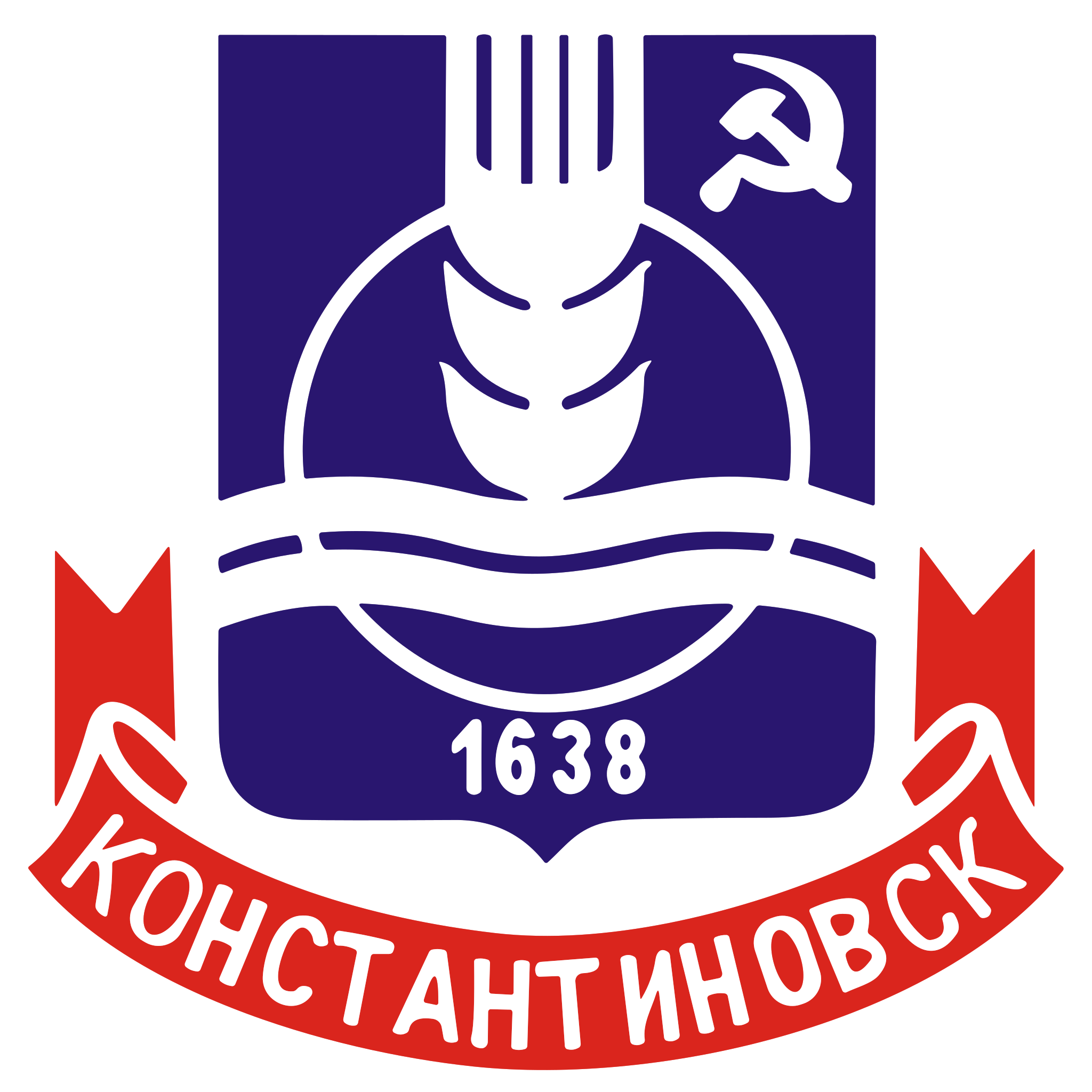
Советский вариант герба

Советский герб Константиновска утвержден в 1979 году. Автор — Баленин.